# Pequeñeces (novela)
Pequeñeces es una novela escrita por el sacerdote jesuita Luis Coloma, publicada entre 1890 y 1891.

## Historia
La novela tiene como origen la relación de Luis Coloma con el también novelista José María de Pereda. Esta relación comenzó en 1885 de forma epistolar. Pereda insistió al padre Coloma (hasta entonces solo autor de relatos cortos) de escribir una novela más larga. Según Ricardo Serna, el argumento estaría ya formado hacía 1887.
En enero de 1890 comenzó a publicarse por entregas en El Mensajero del Corazón de Jesús, publicación dirigida por los jesuitas. La última entrega fue publicada en mayo de 1891.
Entre 1890 y 1891 también sería publicada en forma de libro, en dos volúmenes sucesivos.
En 1950 fue adaptada al cine por Juan de Orduña, teniendo como intérprete de la protagonista, Curra Albornoz, a Aurora Bautista.
La novela fue adaptada en 1971 por la televisión mexicana al México de principios del siglo XX en una telenovela.
Desde el último cuarto del siglo XX ha sido objeto de diversas ediciones críticas.

## Descripción
La novela se divide en cuatro libros, seguidos de un epílogo. En el primero de los libros se incluye un prólogo.
En la obra se presentan un gran número de personajes (Ricardo Serna apunta 474) entre los que destacan unos nueve que se encuentran más desarrollados.
La novela presenta una visión sobre la alta sociedad madrileña durante el período conocido como Sexenio Democrático. La novela incluye el poema Dulcísimo recuerdo de mi vida, escrito por el sacerdote jesuita Julio Alarcón y dedicado a la Virgen del Recuerdo.